# Estadio Nhozinho Santos
El Estadio Nhozinho Santos es un estadio multiusos situado en São Luís, Brasil. Se usa principalmente para partidos de fútbol y es sede de los partidos en casa del Moto Club de São Luís. El estadio tiene una capacidad de 13.000 personas y fue construido en 1950. Es propiedad del ayuntamiento de São Luís, y lleva el nombre de Joaquim Moreira Alves dos Santos, apodado Nhozinho, que introdujo el fútbol en el estado de Maranhão.

## Historia
Fue construido en 1950, e inaugurado el 1 de octubre de ese año. El partido inaugural se jugó ese día, cuando Sampaio Corrêa venció a Paysandu por 2-1. El primer gol del estadio fue anotado por Hélio de Paysandu.